# My Oh My (canção de Kylie Minogue, Bebe Rexha e Tove Lo)
"My Oh My" é uma canção da cantora australiana Kylie Minogue, da cantora americana Bebe Rexha e da cantora e sueca Tove Lo. Foi lançada pela primeira vez em 11 de julho de 2024 pela BMG e pela empresa de Minogue, Darenote, por meio de plataformas de streaming online, e sendo distribuída um dia depois nos formatos físicos e digitais. A música foi escrita por Ina Wroldsen e Lo, com Steve Mac co-escrevendo e produzindo. Embora não tenha sido anunciado como um single do 17.º álbum de estúdio de Minogue, Tension II - a ser lançado em 18 de outubro de 2024 - , "My Oh My" estará incluída no mesmo.
"My Oh My" marca o terceiro trabalho colaborativo consecutivo de Minogue, depois de "Midnight Ride", com Orville Peck e Diplo, e "Dance Alone" com Sia, bem como sua segunda colaboração com Lo e a primeira com Rexha. Musicalmente, é uma canção dance-pop com elementos de club music. Em termos de letra, discute o flerte, com cada cantora usando seu signo astrológico ao longo da letra para se apresentar de forma lúdica a um amante em potencial. Alguns críticos fizeram comparações com o single de 2001 de Minogue, "Can't Get You Out of My Head".
Os críticos musicais elogiaram o som dançante da música, a cativante e os esforços colaborativos de Rexha e Lo. Comercialmente, a música apareceu nas paradas de componentes da Austrália, Nova Zelândia, Reino Unido e Estados Unidos. Para promover a música, um visualizer musical, um vídeo com a letra e um videoclipe foram publicados no canal de Minogue no YouTube. Minogue cantou a música ao vivo no festival BST Hyde Park ao lado de Rexha e Lo em 13 de julho de 2024.

## Antecedentes
Em 22 de setembro de 2023, Minogue lançou seu décimo sexto álbum de estúdio, Tension. Estreou com sucesso comercial e de crítica, e contou com os singles "Padam Padam", "Tension" e "Hold On to Now", sendo o primeiro dos três um grande sucesso. Para promover o álbum, ela fez várias apresentações ao vivo antes de iniciar a More Than Just a Residency, sua primeira residência no Teatro Voltaire do The Venetian em Las Vegas em 3 de novembro daquele ano. A Variety confirmou em janeiro de 2024 que Minogue iria reembalar Tension com material adicional, e Minogue sugeriu trabalhar em novas músicas no Grammy Awards de 2024 em fevereiro.
No dia 8 de julho, ela anunciou novo material em suas redes sociais com um link de pré-salvamento intitulado "MOM". Mais tarde, ela e as cantoras Bebe Rexha e Tove Lo compartilharam postagens separadas nas redes sociais com descrições semelhantes uma da outra. Em 11 de julho, Minogue anunciou o single "My Oh My" (originalmente abreviado como "MOM") nas redes sociais, e foi lançado pela primeira vez naquele dia nas plataformas de streaming.

## Desenvolvimento e composição

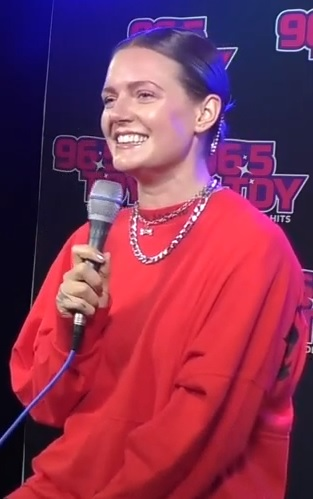
"My Oh My" é a segunda colaboração de Minogue com a cantora e compositora sueca Tove Lo (foto), sucedendo a "Don't Really Like You", faixa incluída no quarto álbum de estúdio de Lo, Sunshine Kitty (2019).

"My Oh My" foi escrita por Ina Wroldsen e Lo, com Steve Mac co-escrevendo e produzindo. A música apresenta os vocais de Minogue, Rexha e Lo, e é a terceira colaboração consecutiva de Minogue depois de "Midnight Ride" com Orville Peck e Diplo e "Dance Alone" com Sia. Minogue já havia colaborado anteriormente com Lo em "Really Don't Like U", single para o álbum Sunshine Kitty (2019) de Lo, e esta é a primeira colaboração de Minogue e Rexha, embora elas tenham se conhecido no Billboard Women in Music Awards em 7 de março de 2024.
Musicalmente, "My Oh My" é uma música dance-pop com elementos de club music e tem um andamento de 124 batidas por minuto (BPM). O comunicado de imprensa de Murray Chalmer identificou o "aceno ao inconfundível refrão de Kylie 'la la la', uma linha de baixo forte" e "letras divertidas" da música, acrescentando mais tarde que está "destinada a ser uma das favoritas das pistas de dança do verão". A Billboard disse que a música "aumenta alguns degraus com sua batida desleixada e pronta para o clube", enquanto o escritor Daniel Kreps da Rolling Stone a chamou de "faixa dance-pop pronta para a pista de dança". A editora da Variety, Thania Garcia, observou a "batida forte e pronta para a pista de dança" e as "entregas lúdicas" em vez de um "ritmo pop irresistível". Jessica Lynch, da Rolling Stone Austrália, escreveu que a canção "apresenta os ganchos 'la la la' característicos de Kylie, uma linha de baixo cativante e letras divertidas que a tornam um hino instantâneo para a pista de dança".
A letra da música aborda o tema do flerte, com a letra "Quando você perguntou / Qual é o seu nome? / Qual é o seu signo? / Eu sou Kylie, é Gêmeos / O que você quer beber? / Eu compro / Você me conquistou quando disse oi" como exemplo. Ao longo da música, as três artistas incorporam seus signos astrológicos: Gêmeos (Minogue), Virgem (Rexha) e Escorpião (Lo). Mary Varvaris, do The Music, elaborou sua aplicação, escrevendo que "tem uma linha de baixo forte e letras divertidas sobre signos estelares". A escritora da NME, Elizabeth Aubrey, e o editor da Attitude, Jamie Tabberer, notaram a repetição da letra "La la la" e compararam-na ao seu uso no single de 2001 "Can't Get You Out of My Head", de Minogue.

## Lançamento e formatos
Um excerto de "My Oh My" foi publicado pela primeira vez nas respectivas contas de mídia social de Minogue, Rexha e Lo. A canção foi disponibilizada pela primeira vez nas plataformas de streaming online no dia 11 de julho e depois nas plataformas digitais no dia seguinte. Ela estreou no The Zoe Ball Breakfast Show, da BBC Radio 2, e apareceu na BBC Radio Shropshire naquele mesmo dia. Em 12 de julho, o site de Minogue distribuiu três versões físicas do single: um CD single, uma fita cassete e um disco de vinil de 7 polegadas, todos incluindo uma versão estendida da faixa. O vinil foi distribuído em 9 de agosto de 2024.

## Crítica profissional
Críticos musicais deram avaliações positivas ao single. O escritor Lars Brandle da Billboard descreveu a faixa como uma "dose sofisticada e polida de pop", enquanto o editor Robin Murray da Clash a chamou de "um pop divertido e brincalhão, uma música que exala energia feminina da primeira à última nota". Murray elogiou o trabalho de Rexha e Lo na música, chamando-a de "faixa que parece camp, contagiante e totalmente emocionante". A colaboradora do Stereogum, Abby Jones, descreveu-a como uma "música clássica de luxúria na pista de dança". O editor Dan Biggane do Classic Pop escreveu que a música está "destinada a ser uma das favoritas das pistas de dança do verão", enquanto o escritor do The Standard, Nuray Bulbul, elogiou sua "batida pop atraente" com "rimas alegres sobre seus signos do zodíaco". O colaborador do Euphoria, Nmesoma Okechukwu, descreveu a música como uma "faixa dançante quente" depois de elogiar sua cativante e cada uma das apresentações da cantora, e Kitty Robison do Notion chamou a música de "eletrizante".
A revista People a chamou de "um sucesso pop cativante e sedutor" e elogiaram o tom lírico da cantora em "Can't Get You Out of My Head", enquanto Taylor Henderson, da Out, a destacou como uma "canção pop-dançante chamativa que certamente dará aos gays tudo o que eles querem". O editor da Paper, Shaad D'Souza, listou-a em sua lista de 10 Músicas Que Você Precisa Ouvir e a descreveu como "encantadora e assumidamente boba", bem como um "confeito perfeito para o final do verão". O The Times incluiu a música em sua lista das melhores músicas de 2024, enquanto Pip Ellwood-Hughes da Entertainment Focus a escolheu como uma das músicas que esperavam ouvir durante a aparição de Minogue no BST Hyde Park em 13 de julho.

## Promoção

### Vídeo de música
Um visualizer foi adicionado pela primeira vez ao canal de Minogue no YouTube no dia de seu lançamento, enquanto um vídeo lírico estreou em 20 de julho. O videoclipe oficial da música com a participação das três artistas foi publicado no canal de Minogue no YouTube em 9 de agosto de 2024. O videoclipe dirigido por Charlie Di Placido foi filmado na mansão inglesa Syon House em Brentford, que é a residência londrina do Duque de Northumberland.

### Apresentações ao vivo
Minogue foi a atração principal do show do BST Hyde Park em 13 de julho, apresentando "My Oh My" pela primeira vez, bem como outras músicas de seu catálogo. Além disso, Rexha e Lo cantaram a música ao vivo ao lado da artista.

## Faixas e formatos
- Download digital / streaming[29]

1. "My Oh My" (part. Bebe Rexha e Tove Lo) — 3:01

- My Oh My — Cassette / CD single / vinil de 7"[32][33]

1. "My Oh My" (part. Bebe Rexha e Tove Lo) — 3:01
2. "My Oh My" (part. Bebe Rexha e Tove Lo) [extended mix] — 4:03

- My Oh My — Franklin Dream edit[51]

1. "My Oh My" (part. Bebe Rexha e Tove Lo) — 3:01
2. "My Oh My" (part. Bebe Rexha e Tove Lo) [Franklin Dream edit] — 2:53

- Download digital / streaming — EP de remixes[52]

1. "My Oh My" (part. Bebe Rexha e Tove Lo) — 3:01
2. "My Oh My" (part. Bebe Rexha e Tove Lo) [extended mix] — 4:03
3. "My Oh My" (part. Bebe Rexha e Tove Lo) [Franklin Dream edit] — 2:53
4. "My Oh My" (part. Bebe Rexha e Tove Lo) [Franklin remix] — 3:21
5. "My Oh My" (part. Bebe Rexha e Tove Lo) [CLIK3D remix] — 3:09
6. "My Oh My" (part. Bebe Rexha e Tove Lo) [TORQ remix] — 2:29

## Equipe e colaboradores
Créditos adaptados do Tidal.
- Kylie Minogue — vocais
- Bebe Rexha — vocais
- Tove Lo — vocais, composição
- Ina Wroldsen — composição, vocal de apoio
- Steve Mac — composição, produção
- Chris Laws — bateria, engenharia
- Dann Pursey — engenharia
- Dick Beetham — engenharia
- Guy Massey — engenharia

## Desempenho nas tabelas musicais
"My Oh My" teve um desempenho moderado após seu lançamento. Na Austrália, a música estreou em 17º lugar na parada regional de singles de artistas e em primeiro lugar na parada de singles independentes. Na Nova Zelândia, estreou na posição 21 na parada Hot Singles. No Reino Unido, a canção estreou na posição 63 na principal parada de singles, bem como na 11ª posição na parada indie de singles, dois na parada downloads de singles e no primeiro lugar nas paradas vendas físicas de singles e vendas de singles. Nos Estados Unidos, a canção estreou na sexta posição na parada Dance/Electronic Digital Song Sales e alcançou a posição 33 na parada Dance/Electronic Songs da Billboard.

### Posições
| Tabela musical (2024)                       | Melhor posição |
| ------------------------------------------- | -------------- |
| Austrália (ARIA)                            | 17             |
| Austrália (Independente – AIR)              | 1              |
| Estados Unidos (Hot Dance/Electronic Songs) | 33             |
| Nova Zelândia (RMNZ)                        | 21             |
| Reino Unido (Singles)                       | 63             |
| Reino Unido (Indie)                         | 11             |
| Reino Unido (Physical)                      | 1              |

## Histórico de lançamento
| Região | Data                | Formato                            | Versão                       | Gravadora    | Ref.          |
| ------ | ------------------- | ---------------------------------- | ---------------------------- | ------------ | ------------- |
| Várias | 11 de julho de 2024 | Download digital streaming         | Original                     | Darenote BMG | [ 29 ] [ 28 ] |
| Várias | 12 de julho de 2024 | Cassete CD single download digital | Original                     | Darenote BMG | [ 32 ]        |
| Várias | 17 de julho de 2024 | Download digital                   | Franklin Dream Edit          | Darenote BMG | [ 62 ]        |
| Várias | 19 de julho de 2024 | Download digital streaming         | Original Franklin Dream Edit | Darenote BMG | [ 51 ] [ 63 ] |
| Várias | 26 de julho de 2024 | Download digital streaming         | EP de remixes                | Darenote BMG | [ 52 ] [ 64 ] |
| Várias | 9 de agosto de 2024 | Cassete CD single vinil de 7"      | Original extended mix        | Darenote BMG | [ 33 ]        |